# Ben Tre
Ben Tre (vietnamita: Bến Tre) è la capitale provinciale della provincia omonima, in Vietnam.
Dal punto di vista amministrativo, è una città dipendente dalla provincia (thành phố trực thuộc tỉnh), equiparabile a un distretto (huyện), che nel 2003 contava 115.433 abitanti su una superficie di 66 km².